# Франческо II д’Есте
Франческо II д’Есте (на италиански: Francesco II d'Este; * 6 март 1660, Модена; † 6 септември 1694,Сасуоло) от род Есте, е херцог на Модена и Реджо от 1662 до 1694 г.

## Живот
Син е на херцог Алфонсо IV д’Есте и Лаура Мартиноци, племенницата на кардинал Мазарини. Сестра му Мария Беатриче д’Есте е от 1673 г. втората съпруга на английския крал Джеймс II и става английска кралица през 1685 г.
На 6 юли 1662 г. той последва баща си. Франческо II д’Есте се жени на 14 юли 1692 г. за Маргерита Мария Фарнезе (* 24 ноември 1664, 17 юни 1718), дъщеря на Ранучо II Фарнезе, херцог на Парма и Пиаченца, и втората му съпруга Изабела д’Есте. Бракът е бездетен и херцогствата са наследени от чичо му, кардинал Риналдо д’Есте (1655 – 1737).